# Léopold Kraczkiewicz
Léopold Kraczkiewicz, né le 11 novembre 1809 à Szczebrzeszyn (Pologne) et mort le 21 septembre 1898  à Saint-Martin-de-Ré, est un officier polonais.
Après sa carrière militaire, il a vécu en France eté été maire de Saint-Martin-de-Ré.

## Biographie
Leopold Teodor Marcin Kraczkiewicz participe à l'Insurrection de Novembre 1830, où il est officier d'état-major.
Après la chute du soulèvement, il émigre en France, et arrive à La Rochelle.
En 1833, il est capitaine d'infanterie dans la Légion du général Józef Bem au Portugal.
En 1863, il retourne en Pologne afin de s'engager dans l'Insurrection de Janvier, où il est nommé colonel chef d'état-major dans l'armée de Ludwik Mierosławski.
Redevenu civil en France, il est conducteur de travaux dans les Ponts-et-Chaussées. Il prend sa retraite en 1867.
Il est maire de Saint-Martin-de-Ré de 18882 à 1883.

## Distinction
- Croix d'or dans l'ordre militaire de Virtuti Militari